# Raise your flag
「Raise your flag」（レイズ・ユア・フラッグ）は、MAN WITH A MISSIONの楽曲で、5枚目のシングル。2015年10月14日にSony Music Records（Sony Music Labels）から発売された。ジャケットモデルはメンバーのスペア・リブが担当。

## 概要
前作「Seven Deadly Sins」から約8ヶ月ぶりとなるシングルで、表題曲「Raise your flag」はMBS・TBS系アニメ『機動戦士ガンダム 鉄血のオルフェンズ』のオープニングテーマに、カップリング曲の「Far」はWOWOWスペインサッカー リーガ・エスパニョーラ15-16シーズンイメージソングにそれぞれ起用された。
発売形態は、通常盤、さいたまスーパーアリーナでのライブ映像が収録されたDVD付きの初回生産限定盤、『機動戦士ガンダム 鉄血のオルフェンズ』のワイドキャップステッカーとアナザージャケット仕様のステッカーが封入された期間生産限定盤の3種類。
「Raise your flag」はその後ほとんどのライブで演奏される定番曲となっている。

## 収録曲
1. Raise your flag [4:07]
作詞：Kamikaze Boy, Jean-Ken Johnny / 作曲：Kamikaze Boy / 編曲：MAN WITH A MISSION, 大島こうすけ / ストリングスアレンジ：大島こうすけ, 池田大介
  - MBS・TBS系アニメ『機動戦士ガンダム 鉄血のオルフェンズ』第1クールオープニングテーマ[10]
2. STELLA [4:13]
作詞・作曲：Jean-Ken Johnny / 編曲：MAN WITH A MISSION, 大島こうすけ
3. Far [4:09]
作詞：Jean-Ken Johnny / 作曲：Jean-Ken Johnny, Shaun Lopez / 編曲：MAN WITH A MISSION, Shaun Lopez
  - WOWOWスペインサッカー リーガ・エスパニョーラ15-16シーズンイメージソング[11]
  - ウォッカ「エリストフ」コラボレーション企画起用曲[13]
4. Seven Deadly Sins [remix]  [4:10]
作詞：Kamikaze Boy・Jean-Ken Johnny / 作曲：Kamikaze Boy / Remixed by KSUKE, Colin Brittain

### DVD（初回生産限定盤のみ）
1. Take What U Want[14]
2. Get Off of My Way[14]
3. Mash UP the DJ![14]
4. database[14]
5. ワビ・サビ・ワサビ[14]
6. DON'T LOSE YOURSELF[14]

## チャート成績
2015年10月26日付のオリコン週間ランキングでは週間3位にランクイン、2015年10月26日付のBillboard Japan Hot Animationでは1位にランクインし、『Seven Deadly Sins』に引き続いて首位獲得を果たしている。